# Autostrada A26 (Italia)
L'autostrada A26 è un'autostrada italiana che da Voltri, quartiere all'estremità occidentale di Genova, in Liguria, scorre verso nord, giungendo a Gravellona Toce, nella provincia del Verbano-Cusio-Ossola, in Piemonte. 
Viene chiamata Autostrada dei Trafori perché, oltre ad avere un elevato numero di gallerie lungo il tracciato, mette in comunicazione il porto di Genova e il resto d'Italia con i più importanti trafori di valico alpini: il traforo del Frejus (tramite l'A21 e l'A32), i trafori del Monte Bianco e del Gran San Bernardo (entrambi tramite la diramazione A26/A4), il traforo del San Gottardo in Svizzera (tramite l'interconnessione A26/A8 e la A9) e il Passo del Sempione, con l'omonimo tunnel ferroviario nel quale è presente il servizio di trasporto vetture (proseguendo sulla SS 33 dalla fine dell'autostrada).
Lunga 197,1 km, è interamente gestita da Autostrade per l'Italia.

## Storia
I lavori di costruzione dell'autostrada iniziarono nel 1971 per il tronco da Genova Voltri ad Alessandria, e il 28 marzo 1973 per il tronco da Alessandria a Stroppiana compresa la diramazione da Stroppiana a Santhià.
Il 23 ottobre 1976 venne aperto al traffico il primo tratto dell'autostrada, da Ovada a Predosa (15 km) e il raccordo da Predosa all'autostrada Milano-Serravalle. L'11 agosto dell'anno successivo vi si aggiunsero le tratte da Genova Voltri a Ovada e da Predosa ad Alessandria.
Nel 1978 vennero aperte le tratte da Alessandria a Casale nord (22 giugno) e da Casale nord a Stroppiana con il raccordo da Stroppiana a Santhià (27 luglio).
Le tratte seguenti vennero aperte nelle seguenti date:
- il tratto Stroppiana-Romagnano il 14 dicembre 1987;
- il tratto Romagnano-Arona il 20 dicembre 1988;
- il tratto Gravellona Toce-SS 33 il 15 dicembre 1994;
- il tratto Arona-Gravellona Toce il 14 luglio 1995.

L'apertura della prima tratta ha garantito a Genova una connessione comoda e veloce con la zona dell'Ovadese e dell'Alessandrino, fino ad allora connesse alla città solo tramite l'allora strada statale 456 del Turchino, dal percorso particolarmente tortuoso; inoltre la presenza della diramazione che connette l'A26 con l'A7 da e per Milano ha creato un percorso alternativo tra il capoluogo lombardo e la Liguria, che rispetto al percorso diretto tramite l'autostrada dei Giovi è più lungo ma anche più rettilineo e spazioso.

## L'autostrada oggi

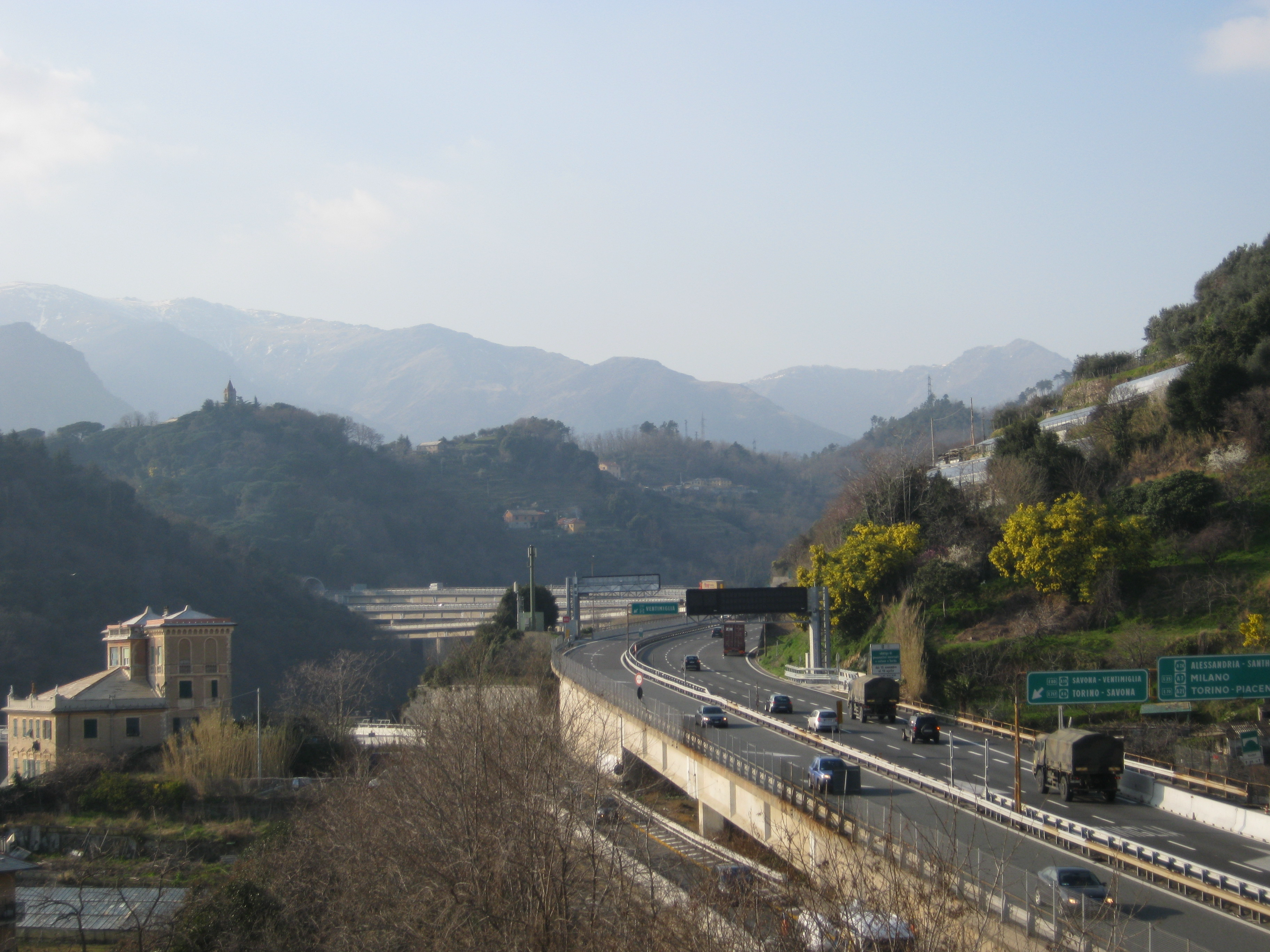
Inizio della A26 a Voltri: raccordo con A10 da e per Genova

Il percorso si snoda partendo dalla delegazione genovese di Voltri, dove si distacca dall'autostrada A10, ed inerpicandosi in appena 10 km da meno di 70 m di altitudine fino agli oltre 420 m s.l.m. della galleria del Turchino, in località Fado Alto, dove supera lo spartiacque dell'Appennino Ligure. Lungo questo tratto entrambe le carreggiate sono sospese su grandi viadotti e sono presenti numerose gallerie; per superare il forte dislivello in pochi km è stato necessario creare un'ansa lunga 4 km per ridurre la pendenza, altrimenti proibitiva per i mezzi pesanti che dal porto di Genova salgono in direzione nord.

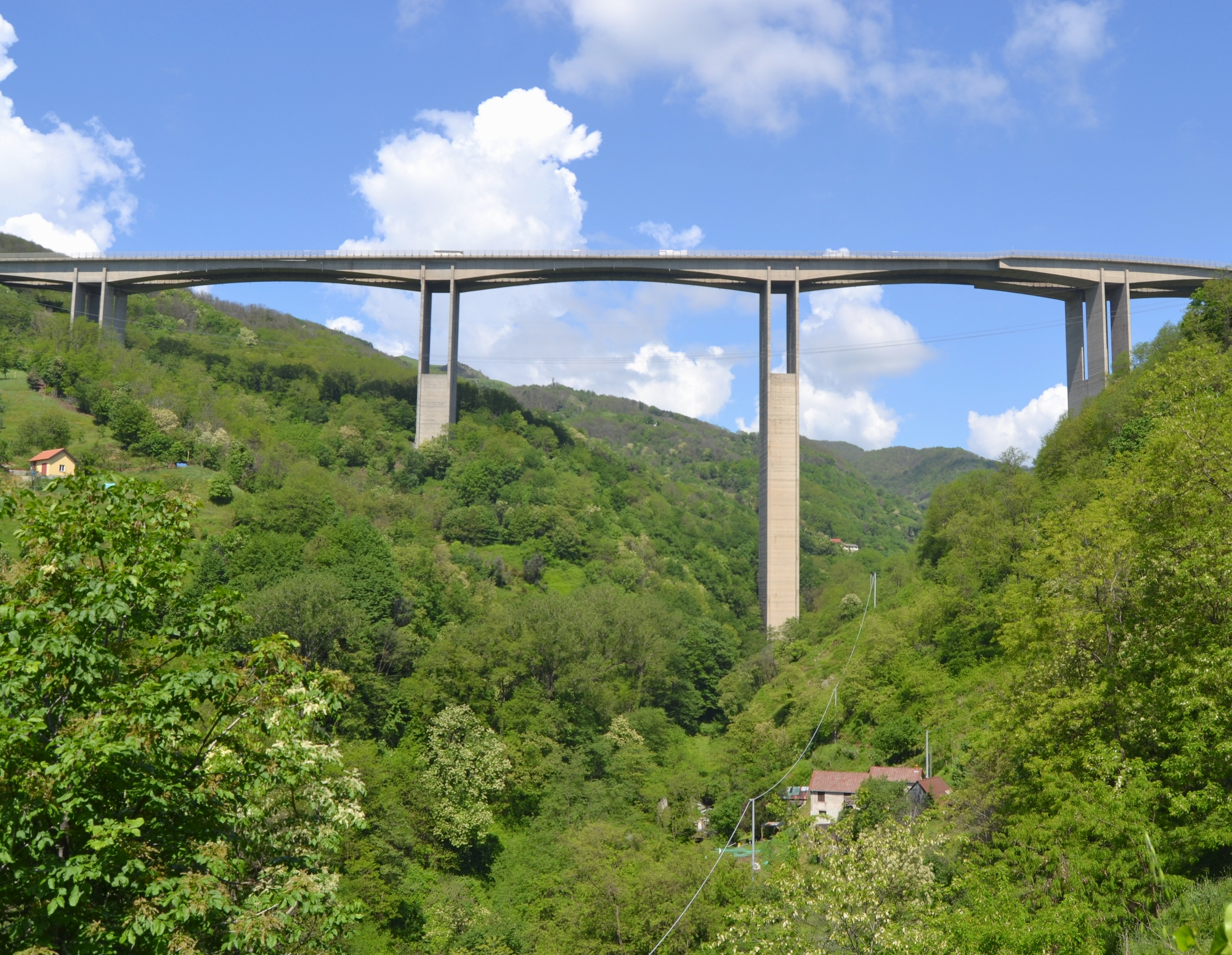
Il viadotto Gorsexio presso Genova, uno dei più alti in Italia

Oltrepassato il Turchino, serve i comuni della valle Stura con lo svincolo di Masone e con pendenze minori di quelle del versante ligure scende verso la Pianura Padana.

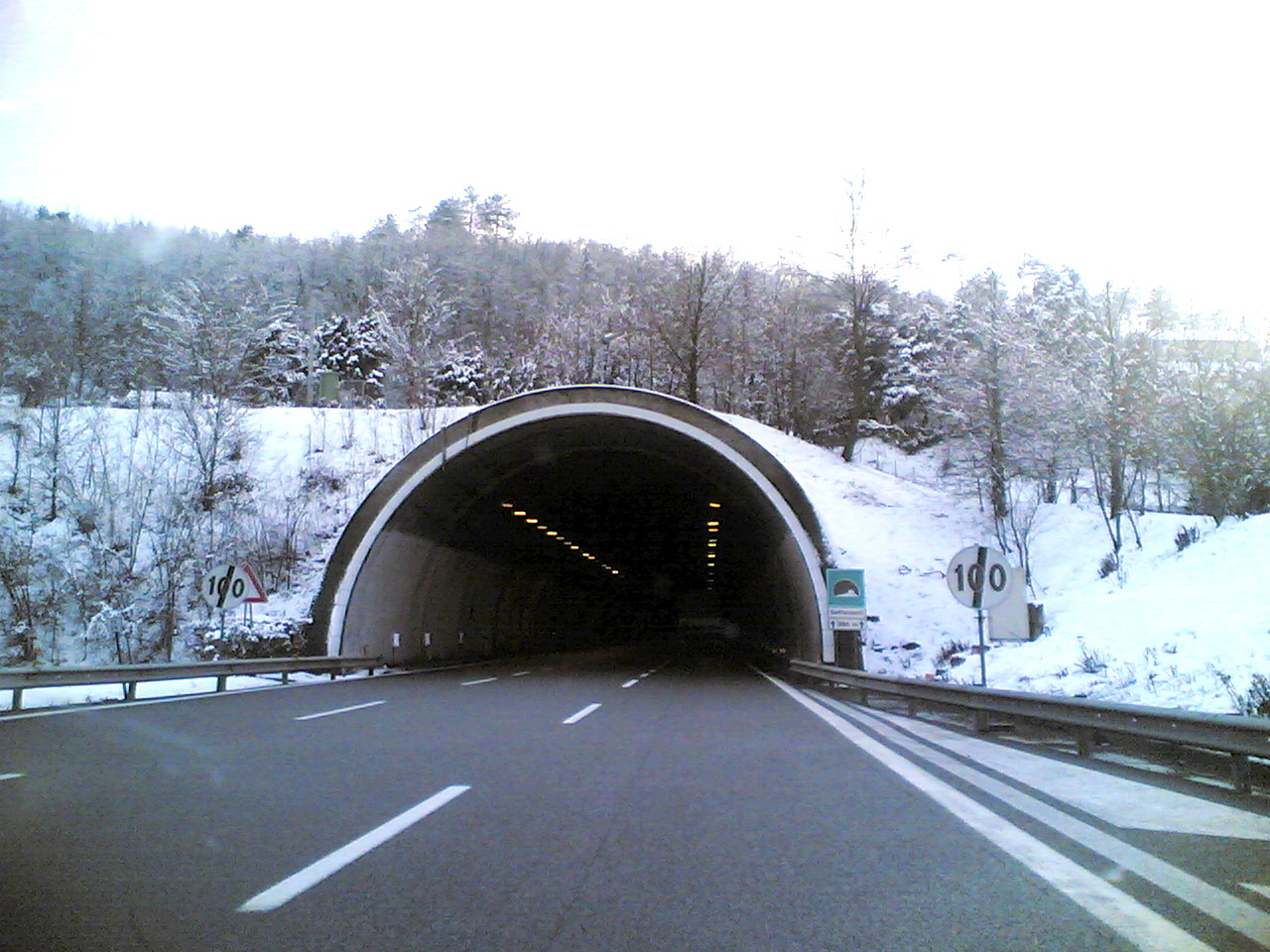
L'autostrada A26 in veste invernale nei pressi di Ovada, appena prima del tratto appenninico in direzione Genova

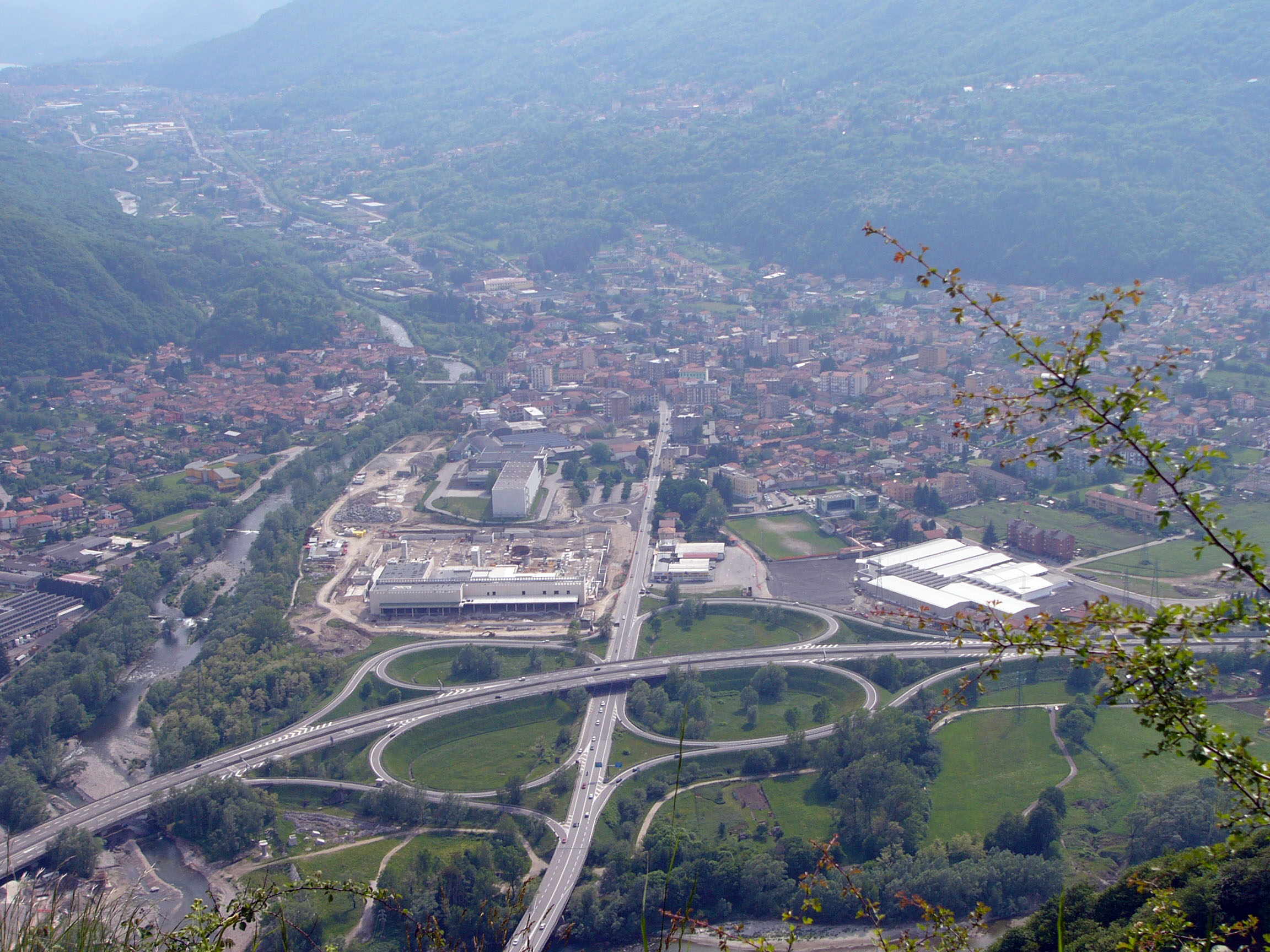
Lo svincolo di Gravellona Toce dell'autostrada

Entrata in Piemonte, proseguendo la discesa tra le ultime propaggini appenniniche e i primi rilievi del Monferrato, oltrepassa l'abitato di Ovada, attraversa l'intersezione con la bretella di Novi Ligure che la connette all'autostrada A7, si congiunge all'autostrada A21 nei pressi di Alessandria. Nel tratto Genova-Alessandria-interconnessione A4 la A26 possiede, sia nei tratti scoperti sia nelle gallerie, tre corsie per senso di marcia e la corsia di emergenza, caratteristica che ne fa la più grossa arteria di comunicazione tra la Pianura Padana e la costa ligure, nonché di tutta la Liguria. Il tracciato del tratto appenninico è fluido e con curve abbastanza larghe, tali da garantire un limite di velocità generalmente non inferiore a 100 km/h.
L'autostrada prosegue verso nord passando per Casale Monferrato, dopodiché è presente l'interconnessione con la diramazione A26/A4 a sud di Vercelli. L'autostrada continua intersecando l'Autostrada A4 a ovest di Novara, restringendosi a due corsie per senso di marcia e mantenendosi tale fino al suo termine a Gravellona. Passa poi nei pressi di Romagnano Sesia e Ghemme, dove si trova l'uscita per la Valsesia.
Nei pressi di Gattico l'autostrada prosegue senza soluzione di continuità come A8/A26 e prosegue attraverso rampe di accelerazione e decelerazione come autostrada A26 verso nord costeggiando il Lago Maggiore. Prosegue quindi verso nord est continuando a costeggiare le sponde del Lago Maggiore, seppur mantenendosi in posizione elevata rispetto al lago, con uscite ad Arona, Meina, Brovello-Carpugnino, Baveno - Stresa, Verbania e Gravellona Toce. Termina poco dopo Gravellona Toce, precisamente allo svincolo di Ornavasso, innestandosi sulla strada statale 33 del Sempione, classificata da questo punto in poi come strada extraurbana secondaria con limite di velocità di 90 km/h, la quale permette il collegamento con Domodossola e con la Svizzera.

### Controllo elettronico della velocità
Nel tratto appenninico di entrambe le carreggiate la velocità media è monitorata dal sistema Tutor, installato tra l'innesto con l'A10 e la diramazione A26/A7 in direzione nord e tra la diramazione A26/A7 e l'innesto con l'A10 in direzione sud.
| Carreggiata sud |        |        |                      | |
| Dal km          | Al km  | Limite | Tempo di percorrenza | Aree di servizio/Parcheggi/Uscite                                                                                 |
| 43+000          | 31+750 | 130    | 5' 12"               | NO |
| 31+750          | 16+200 | 130    | 7' 11"               | Parcheggio Tagliolo (31+400), Uscita Ovada (29+900), Parcheggio Betulle (28+000), Area di servizio Stura (25+500) |
| 16+200          | 7+270  | 110    | 4' 52"               | Uscita Masone (14+000)                                                                                            |
| 7+270           | 6+000  | 110    | 0' 42"               | Area di servizio Turchino (6+800)                                                                                 |
| 6+000           | 1+700  | 110    | 2' 21"               | NO |

| Carreggiata nord |        |        |                      |                                                           |
| Dal km           | Al km  | Limite | Tempo di percorrenza | Aree di servizio/Parcheggi/Uscite                         |
| 3+150            | 14+360 | 110    | 6' 07"               | Area di servizio Turchino (6+800), Uscita Masone (14+000) |
| 14+360           | 21+620 | 130    | 3' 21"               | Parcheggio Anzema (19+900)                                |
| 21+620           | 28+900 | 110    | 3' 58"               | Parcheggio Betulle (28+000)                               |
| 28+900           | 44+500 | 130    | 7' 12"               | Uscita Ovada (29+900), Parcheggio Tagliolo (31+400)       |

### Tabella percorso
| GENOVA Voltri- GRAVELLONA TOCE Autostrada dei trafori         |                                          |       |       |      |                |
| Tipo                                                          | Indicazione                              | ↓km↓  | ↑km↑  | Area | Strada europea |
|                                                               | Genova - Ventimiglia Livorno             | 0,0   | 197,1 | GE   |                |
|                                                               | Area di servizio "Turchino"              | 6,8   | 190,2 | GE   |                |
|                                                               | Masone                                   | 14    | 183   | GE   |                |
|                                                               | Area di servizio "Stura"                 | 25,5  | 171,5 | AL   |                |
|                                                               | Ovada                                    | 29,9  | 167,1 | AL   |                |
|                                                               | Diramazione Predosa - Bettole di Tortona | 45,2  | 151,8 | AL   |                |
|                                                               | Area di servizio "Bormida"               | 52,9  | 144,1 | AL   |                |
|                                                               | Alessandria Sud                          | 59,5  | 137,5 | AL   |                |
|                                                               | Torino - Piacenza - Brescia              | 69,3  | 127,7 | AL   |                |
|                                                               | Area di servizio "Monferrato"            | 83,5  | 113,5 | AL   |                |
|                                                               | Casale Monferrato Sud                    | 89,6  | 107,4 | AL   |                |
|                                                               | Casale Monferrato Nord                   | 94,1  | 102,9 | AL   |                |
|                                                               | Diramazione Stroppiana - Santhià         | 107,2 | 89,8  | VC   |                |
|                                                               | Area di servizio "Sesia"                 | 108,2 | 88,8  | VC   |                |
|                                                               | Vercelli Est                             | 116,8 | 80,2  | VC   |                |
|                                                               | Torino - Trieste                         | 128,5 |       | NO   |                |
|                                                               | Romagnano Sesia - Ghemme                 | 145,1 | 51,9  | NO   |                |
|                                                               | Borgomanero                              | 153,4 | 43,6  | NO   |                |
|                                                               | Area di servizio "Agogna"                | 154,8 | 42,2  | NO   |                |
|                                                               | Gallarate - Gattico                      | 160,2 | 34,3  | NO   |                |
|                                                               | Arona                                    | 165,5 | 31,5  | NO   |                |
|                                                               | Barriera Lago Maggiore                   | 166,6 | 30,4  | NO   |                |
|                                                               | Meina                                    | 171,1 | 25,9  | NO   |                |
|                                                               | Carpugnino                               | 181,3 | 15,7  | VB   |                |
|                                                               | Baveno - Stresa                          | 190,0 | 7,0   | VB   |                |
|                                                               | Verbania Lago Maggiore                   | 194,0 | 3,0   | VB   |                |
| Gravellona Toce del Lago Maggiore del Lago d'Orta Lago d'Orta | 194,2                                    | 2,8   |       | VB   |                |
|                                                               | Ornavasso Sempione                       | 197,1 | 0,0   | VB   |                |

## A26/A4 Diramazione Stroppiana-Santhià
Il tratto A26/A4 Diramazione Stroppiana-Santhià congiunge l'autostrada A4, nei pressi di Santhià, con l'autostrada A26, nei pressi di Stroppiana. Mentre tuttavia la prima località è effettivamente fornita di un proprio casello, la seconda è un caposaldo puramente teorico e lessicale, non avendo nessun svincolo a servirla.
Il raccordo Stroppiana-Santhià venne aperto il 27 luglio 1978.
Il tracciato della struttura è pianeggiante, con due corsie per senso di marcia, e si sviluppa interamente nel territorio scarsissimamente urbanizzato delle risaie vercellesi. A Santhià l'A26/A4 continua senza soluzione di continuità nella Diramazione A4/A5 Santhià-Ivrea.
Prima della costruzione del tratto di A26 da Stroppiana a Gravellona Toce, questo tratto era considerato parte della A26, che allora era denominata Voltri-Santhià.
Il Decreto Legislativo del 29 ottobre 1999 n. 461 ha classificato questa diramazione come A26/A4, così come è indicato anche nei pannelli integrativi di identificazione dei cavalcavia.
L'unica uscita presente è Vercelli Ovest. La diramazione è gestita da Autostrade per l'Italia.
| Diramazione STROPPIANA-SANTHIÀ |                                                                          |      |       |           |                |
| Tipo                           | Indicazione                                                              | ↓km↓ | ↑km↑  | Provincia | Strada europea |
|                                | Genova - Alessandria - Gravellona Toce                                   | 0,0  | 30,7  | VC        |                |
|                                | Area servizio "Le Risaie"                                                | -    | 29,25 | VC        |                |
|                                | Vercelli Ovest                                                           | 8,0  | 22,7  | VC        |                |
|                                | Area servizio "Cavour" dismessa in direzione Alessandria-Gravellona Toce | 29   | -     | VC        |                |
|                                | Torino - Milano Santhià                                                  | 30,6 | 0,1   | VC        |                |
|                                | A4/5 Ivrea Torino - Aosta                                                | 30,7 | 0     | VC        |                |

## A26/A7 Diramazione Predosa-Bettole
La diramazione Predosa-Bettole A26/A7 congiunge la A26 nei pressi di Predosa con l'autostrada A7 nei pressi di Bettole di Tortona. Il tracciato dell'arteria è pianeggiante, con due corsie per senso di marcia e corsia d'emergenza. Lungo il suo tratto insiste un solo casello autostradale, quello di Novi Ligure.
Venne aperto al traffico il 23 ottobre 1976.
Il Decreto Legislativo del 29 ottobre 1999 n. 461 ha classificato questa diramazione come A26/A7.
La diramazione è gestita da Autostrade per l'Italia.
| PREDOSA - BETTOLE |                            |      |      |           |
| Tipo              | Indicazione                | ↓km↓ | ↑km↑ | Provincia |
|                   | Genova - Gravellona T.     | 0,0  | 17,0 | AL        |
|                   | Novi Ligure                | 7,9  | 9,1  | AL        |
|                   | Area di servizio "Marengo" | 9,7  | 7,3  | AL        |
|                   | Milano - Genova            | 17   | 0,0  | AL        |

## Obblighi
Sono obbligatorie le dotazioni invernali dal 15 novembre al 15 aprile su tutta la tratta, su tutta la Diramazione Stroppiana-Santhià e su tutta la Diramazione Predosa-Bettole.